# Багачиће
Багачиће је насеље у Србији у општини Сјеница у Златиборском округу. Према попису из 2022. било је 42 становника (према попису из 1991. било је 103 становника).

## Демографија
У насељу Багачиће живи 71 пунолетни становник, а просечна старост становништва износи 41,6 година (40,5 код мушкараца и 42,8 код жена). У насељу има 24 домаћинства, а просечан број чланова по домаћинству је 3,54.
Становништво у овом насељу веома је нехомогено.
|  |

| Демографија | Демографија | Демографија |
| Година      | Становника  | Становника  |
| ----------- | ----------- | ----------- |
| 1948.       | 291         |             |
| 1953.       | 313         |             |
| 1961.       | 292         |             |
| 1971.       | 217         |             |
| 1981.       | 132         |             |
| 1991.       | 103         | 103         |
| 2002.       | 85          | 92          |

| Етнички састав према попису из 2002.‍ | Етнички састав према попису из 2002.‍ | Етнички састав према попису из 2002.‍ | Етнички састав према попису из 2002.‍ | Етнички састав према попису из 2002.‍ |
| ------------------------------------ | ------------------------------------ | ------------------------------------ | ------------------------------------ | ------------------------------------ |
|                                      |                                      |                                      |                                      |                                      |
| Срби                                 | Срби                                 |                                      | 54                                   | 63,52%                               |
| Бошњаци                              | Бошњаци                              |                                      | 31                                   | 36,47%                               |
| непознато                            | непознато                            |                                      | 0                                    | 0,0%                                 |

| Година пописа     | 1948. | 1953. | 1961. | 1971. | 1981. | 1991. | 2002. |
| ----------------- | ----- | ----- | ----- | ----- | ----- | ----- | ----- |
| Број домаћинстава | 37    | 38    | 43    | 41    | 30    | 25    | 24    |

| Број чланова      | 1 | 2 | 3 | 4 | 5 | 6 | 7 | 8 | 9 | 10 и више | Просек |
| ----------------- | - | - | - | - | - | - | - | - | - | --------- | ------ |
| Број домаћинстава | 2 | 7 | 6 | 2 | 4 | 0 | 2 | 0 | 1 | 0         | 3,54   |

| Пол    | Укупно | Неожењен/Неудата | Ожењен/Удата | Удовац/Удовица | Разведен/Разведена | Непознато |
| ------ | ------ | ---------------- | ------------ | -------------- | ------------------ | --------- |
| Мушки  | 36     | 13               | 21           | 2              | 0                  | 0         |
| Женски | 37     | 8                | 23           | 6              | 0                  | 0         |
| УКУПНО | 73     | 21               | 44           | 8              | 0                  | 0         |

| Пол    | Укупно                    | Пољопривреда, лов и шумарство | Рибарство                            | Вађење руде и камена | Прерађивачка индустрија       |
| ------ | ------------------------- | ----------------------------- | ------------------------------------ | -------------------- | ----------------------------- |
| Мушки  | 28                        | 24                            | 0                                    | 1                    | 0                             |
| Женски | 14                        | 14                            | 0                                    | 0                    | 0                             |
| УКУПНО | 42                        | 38                            | 0                                    | 1                    | 0                             |
| Пол    | Производња и снабдевање   | Грађевинарство                | Трговина                             | Хотели и ресторани   | Саобраћај, складиштење и везе |
| Мушки  | 0                         | 0                             | 0                                    | 0                    | 0                             |
| Женски | 0                         | 0                             | 0                                    | 0                    | 0                             |
| УКУПНО | 0                         | 0                             | 0                                    | 0                    | 0                             |
| Пол    | Финансијско посредовање   | Некретнине                    | Државна управа и одбрана             | Образовање           | Здравствени и социјални рад   |
| Мушки  | 0                         | 0                             | 0                                    | 1                    | 2                             |
| Женски | 0                         | 0                             | 0                                    | 0                    | 0                             |
| УКУПНО | 0                         | 0                             | 0                                    | 1                    | 2                             |
| Пол    | Остале услужне активности | Приватна домаћинства          | Екстериторијалне организације и тела | Непознато            | Непознато                     |
| Мушки  | 0                         | 0                             | 0                                    | 0                    | 0                             |
| Женски | 0                         | 0                             | 0                                    | 0                    | 0                             |
| УКУПНО | 0                         | 0                             | 0                                    | 0                    | 0                             |